# Stuoraboggioaivi
Stuoraboggioaivi är ett berg i Finland.   Det ligger i den ekonomiska regionen Norra Lappland och landskapet Lappland, i den norra delen av landet, 1 000 km norr om huvudstaden Helsingfors. Toppen på Stuoraboggioaivi är 370 meter över havet.
Terrängen runt Stuoraboggioaivi är huvudsakligen platt, men den allra närmaste omgivningen är kuperad.  Trakten runt Stuoraboggioaivi är nära nog obefolkad, med mindre än två invånare per kvadratkilometer. Det finns inga samhällen i närheten. Omgivningarna runt Stuoraboggioaivi är i huvudsak ett öppet busklandskap.